# Love grows (Where my Rosemary goes)
Love grows (Where my Rosemary goes) is de debuutsingle van Edison Lighthouse. Van die muziekgroep verscheen geen enkel studioalbum, wel volgden in de loop der jaren meerdere verzamelalbums.
Het nummer is geschreven door de liedjesschrijvers Tony Macauley en Barry Mason. Volgens een interview in 2003 was het nummer in eerste instantie bedoeld voor The Grass Roots met Rob Grill, maar zij weigerden het. De band die het opnam bestond uit een aantal bijeen gebrachte studiomuzikanten met als eerste zangstem Tony Burrows. Het lied werd een dusdanig plotseling succes, dat voor de optredens in Top of the Pops nog een podiumband bijeengebracht moest worden. Zo kon het voorkomen dat voor de diverse edities van Top of the Tops Burrows steeds met een andere achtergrondband het lied stond te vertolken. Bijkomend probleem was dat Burrows destijds ook met bijvoorbeeld Brotherhood of Man in Top of the Pops stond. De British Broadcasting Corporation vond dat dusdanig verwarrend dat zij Burrows een tijd lang geheel uit het programma bande.
Love grows werd in diverse landen een eendagsvlieg. Het nummer is een aantal keren gecoverd. Uschi Glas zong het als Wenn dein Herz brennt, Anni-Frid Lyngstad als Dår du går lämnar kårleken spår. Verder waren er duetuitvoeringen van Grant & Forsyth en Mac & Katie Kissoon. Voorts is het te horen in de films Shallow Hal, Little Manhattan en in de serie The Sopranos.

## Hitnotering
In de UK Singles Chart stond het vijf weken op de eerste plaats; in de Billboard Hot 100, drie weken op plaats 5.

### Nederlandse Top 40
Het was hier eerst alarmschijf.
| Positie: | 35 | 17 | 14 | 13 | 19 | 31 | uit |

### NederlandseDaverende 30
| Positie: | 16 | 13 | 13 | 18 | uit |

### BelgischeBRT Top 30
Deze lijst begin pas in mei 1970.

### Voorloper VlaamseUltratop 30
| Positie: | 17 | 20 | 20 | uit |

### NPO Radio 2 Top 2000
| Nummer met noteringen in de NPO Radio 2 Top 2000 | '99  | '00 | '01  |
| ------------------------------------------------ | ---- | --- | ---- |
| Love Grows (Where My Rosemary Goes)              | 1775 | -   | 1895 |

1. ↑  Een '-' betekent dat het nummer niet was genoteerd en een vetgedrukt getal geeft de hoogste notering aan.
2. ↑  Deze tabel is bijgewerkt tot en met de laatste editie (2024).